# Mesochorus columbinus
Mesochorus columbinus är en stekelart som beskrevs av Schwenke 1999. Mesochorus columbinus ingår i släktet Mesochorus och familjen brokparasitsteklar. Inga underarter finns listade i Catalogue of Life.